# 武獻哲
武献哲（？—？），字思鉴，號素岑，陕西西安府临潼县军籍。明朝政治人物。

## 生平
萬曆三十一年（1603年）癸卯科陕西鄉試舉人，天啓二年（1622年）壬戌科進士。吏部观政，四年授户部湖广司主事，五年协佐钱法。历本司员外、广西司郎中，加山西参议，加副使，管成都府事。六年补知山东青州府，八年升山西按察司副使，十一年调四川副使，十四年升参政。

## 家族
父武之望，万历十七年进士，兵部右侍郎总督陕西三边军务。
弟武迪哲，天启元年举人。